# Lợn rừng Malaysia
Lợn rừng Malaysia hay Lợn rừng Mã Lai (Danh pháp khoa học: Sus scrofa vittatus) là một giống lợn có kích thước tương đối nhỏ mặt ngắn, mỏ dài phân bố tại bán đảo Mã Lai và Indonesia từ đảo Sumatra và Java cho tới phía Đông đảo Komodo Đây là loại lợn có mặt ngắn, lông thưa thớt với vạch trắng trên mõm. Có mặt tại vịnh Malaysia, và Indonesia từ Sumatra và Đông Java đến Komodo. Các loài phụ này có thể là các loài tách biệt nhưng có một số đặc điểm giống các phân loài lợn rừng ở Đông Nam Á.

## Đặc điểm
Lợn Mã Lai khi trưởng thành trọng lượng lớn nhưng bụng không to, lưng thẳng, lông màu đen nâu và xám, mỏ dài. Chúng thường thích nghi với môi trường hoang dã và ăn tạp. Thức ăn hàng ngày của chúng có thể tận dụng các loại rau, củ, quả. Lợn rừng Mã Lai một năm đẻ 2 lứa, mỗi lứa 6-7 con, So với các loại gia súc, gia cầm khác thì loại giống heo rừng thuần mua về nuôi không hao hụt số lượng, Nuôi trong vòng 7-8 tháng thì trọng lượng heo rừng có thể đạt 20–25 kg, lợn rừng giống thuần này nuôi trọng lượng trên 10 kg là xuất bán được
Lợn rừng Mã Lai tính tình khá thuần, tuy nhiên chúng là loài hung dữ, không thân thiện với con người và sẽ tấn công khi bị kích động. Ở Mã Lai người ta có thói quen tìm kiếm được vận may bằng cách sờ vào đầu những con lợn rừng xuống kiếm ăn, Những con lợn rừng cũng kén chọn người tiếp cận, những người kém may mắn không thể đến gần được đàn lợn vì chúng sẽ chống lại một cách hung hãn.